# Grand Prix automobile du Portugal 1959
GP précédent GP suivant
Le Grand Prix du Portugal 1959 (VIII Grande Prémio de Portugal), disputé dans la banlieue de Lisbonne sur le circuit du parc de Monsanto le 23 août 1959, est la quatre-vingt-deuxième épreuve du championnat du monde de Formule 1 courue depuis 1950 et la septième manche du championnat 1959.

## Contexte avant la course

### Le championnat du monde
Le championnat 1959 devait initialement compter onze épreuves, mais les annulations successives des Grands Prix d'Argentine, de Belgique et du Maroc, principalement pour raisons budgétaires, ont sérieusement mis à mal le calendrier. En conséquence, les responsables de la Fédération Internationale ont envisagé d'ajouter une manche aux États-Unis (en plus des 500 miles d'Indianapolis, disputés sous réglementation USAC), en fin de saison. Cette neuvième épreuve n'a cependant pas été officiellement confirmée au moment de disputer le Grand prix du Portugal.
Après un excellent début de saison, récompensé par trois victoires dont une hors-championnat, l'Australien Jack Brabham a pris une sérieuse option sur le titre mondial. Fin technicien et très bon metteur au point, il a grandement contribué au développement des Cooper, ces monoplaces à moteur central arrière s'avérant désormais imbattables sur les circuits sinueux. Malgré le forfait de la Scuderia Ferrari en Grande-Bretagne, Tony Brooks reste le principal challenger de Brabham cette saison. Récent vainqueur du Grand Prix d'Allemagne, son deuxième succès mondial de la saison, il ne compte plus que quatre points de retard au classement provisoire. Pour Stirling Moss, qui faisait figure de favori en début d'année, la tâche s'avère plus compliquée, ses premières courses ayant été marquées par une cascade d'abandons ; ayant réintégré l'équipe de Rob Walker (qui a désormais résolu les problèmes de casse chronique des boîtes de vitesses équipant ses Cooper) après quelques piges sur BRM, le champion britannique doit impérativement s'imposer dans les épreuves restantes pour conserver une chance de décrocher son premier titre mondial.

### Le circuit

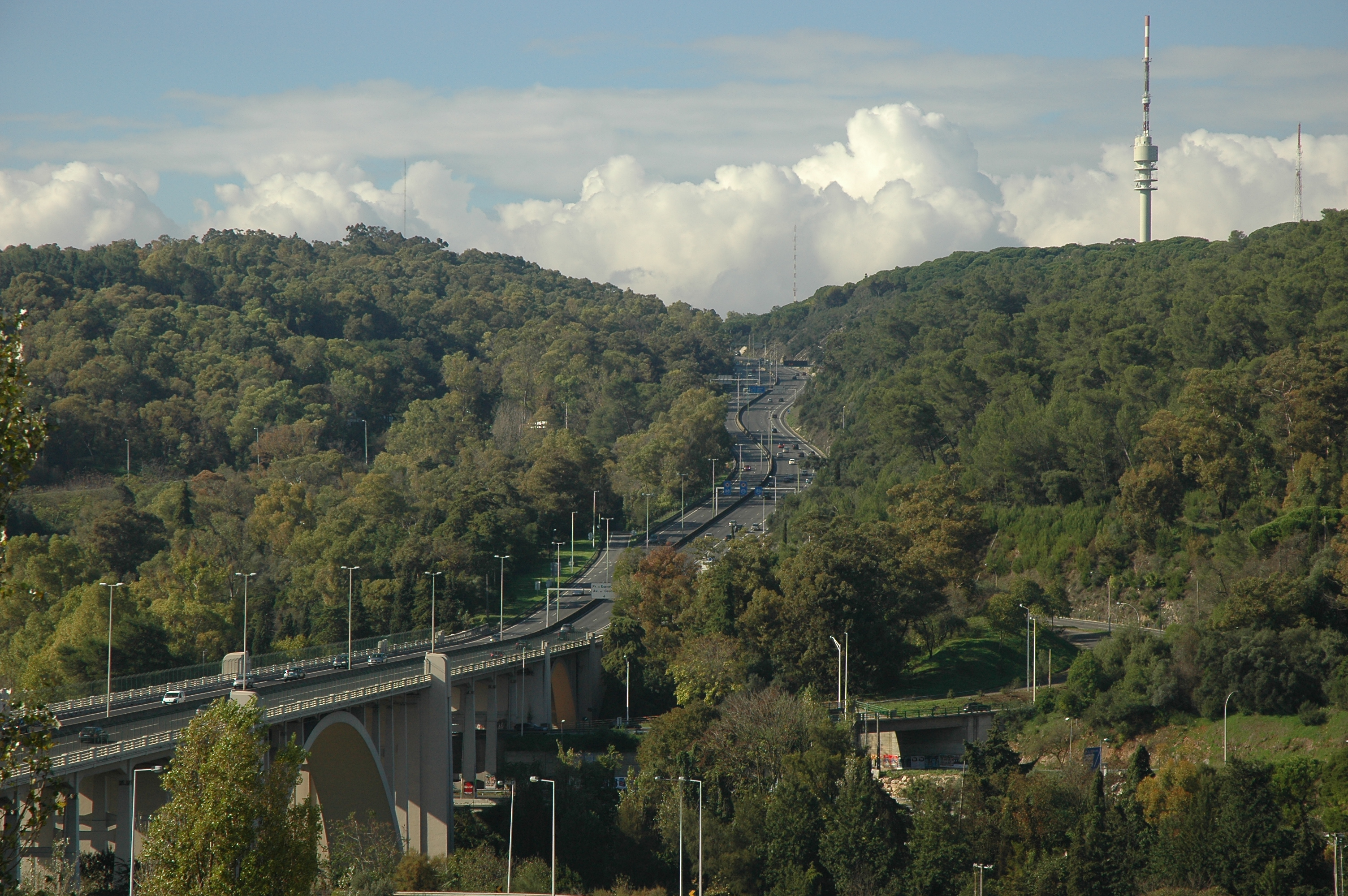
Monsanto, dans les faubourgs de Lisbonne. Le circuit emprunte une portion de l'autoroute traversant le parc.

Alternant entre les circuits de Boavista (à Porto) et de Monsanto (à Lisbonne), c'est cette année dans la capitale que se déroule le grand prix national. C'est la première fois que Monsanto accueille les monoplaces de Formule 1, l’épreuve étant jusqu'en 1957 réservée aux voitures de sport. Situé dans un parc naturel, dans les faubourgs, le tracé est très pittoresque, assez bosselé, la seule longue ligne droite étant une portion de l'autoroute traversant la ville. Le record officiel de la piste avait fixé par Masten Gregory, sur Ferrari, à 143,3 km/h de moyenne lors du Grand Prix de 1957, une course remportée par la Maserati 300S de Juan Manuel Fangio.

## Monoplaces en lice
- Ferrari Dino 246 "Usine"

De conception classique, les Dino 246 ont pour principal atout leur moteur V6 qui, dans sa version « 256 » (2474 cm3), délivre 300 chevaux. Les monoplaces les plus puissantes du plateau souffrent cependant d'un manque d'agilité sur les circuits sinueux face à leurs concurrentes britanniques, plus légères. Leader de l'équipe, Tony Brooks est épaulé par Phil Hill et Dan Gurney.
- Cooper T51 "Usine"

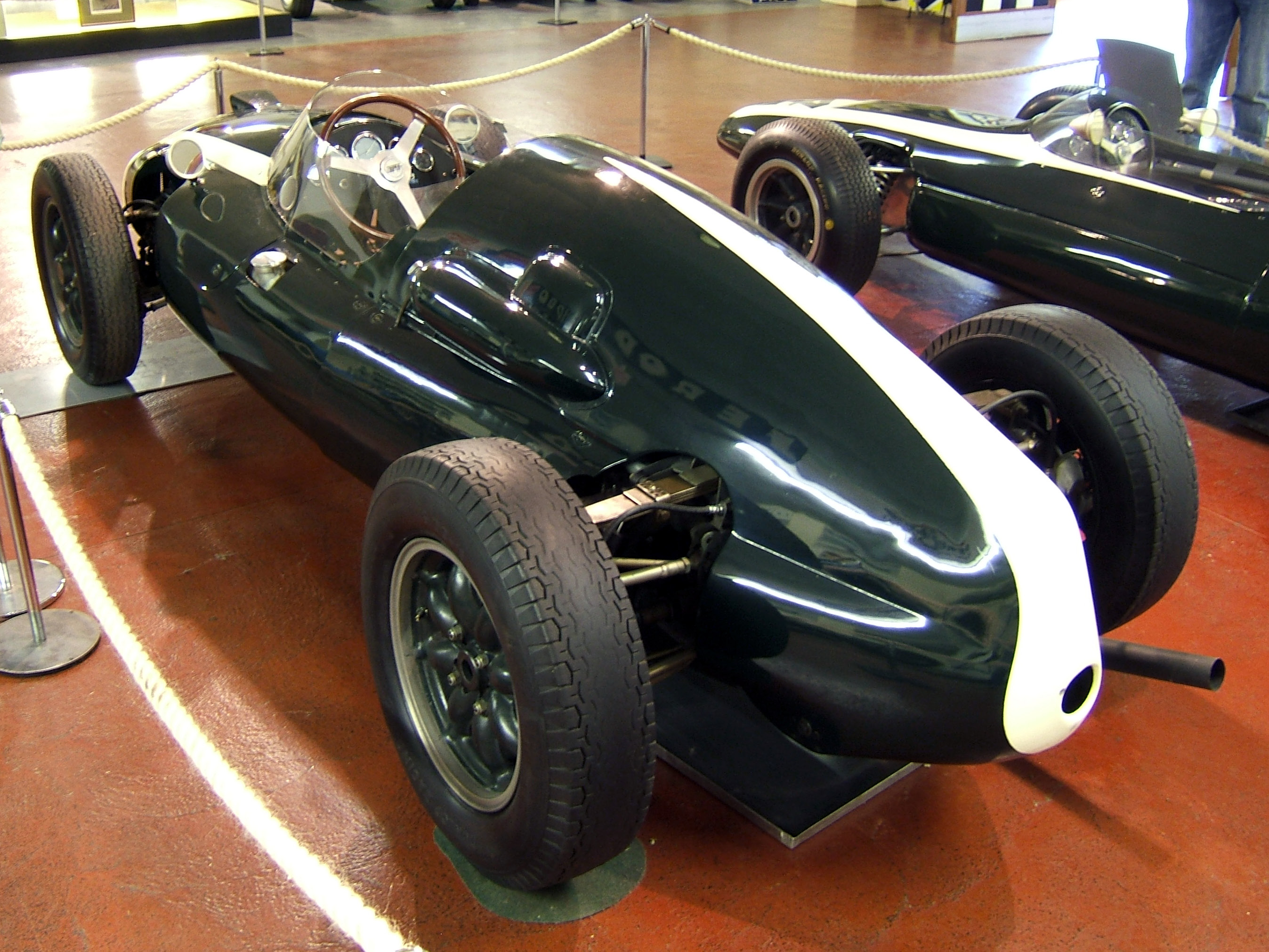
La Cooper T51, seule monoplace à moteur central arrière du plateau.

L'équipe officielle Cooper engage ses trois pilotes habituels, Jack Brabham, Masten Gregory et Bruce McLaren. Ils disposent tous trois de châssis T51. Leur moteur Coventry Climax FPF (4 cylindres, 2495 cm3, 239 chevaux à 6 750 tr/min dans sa dernière version MKII) est monté en position centrale arrière, une architecture qui confère à ces monoplaces de 485 kg une tenue de route supérieure à celle de leurs concurrentes à moteur avant. Les versions "Usine" utilisent une boîte de vitesses à quatre rapports, d'origine Citroën, contrairement aux deux modèles T51 engagés par Rob Walker pour Stirling Moss et Maurice Trintignant, équipés du même moteur Climax FPF, encore plus performants car pourvus d'une boîte Colotti à cinq vitesses. La Scuderia Centro Sud a engagé deux T51 à moteur quatre cylindres Maserati pour le pilote local Mário Cabral et le Britannique Ian Burgess, ce dernier ayant cependant déclaré forfait quelques jours avant la course.
- BRM P25 "Usine"

La marque de Bourne est au complet, avec trois P25 engagées pour Joakim Bonnier, Harry Schell et Ron Flockhart, ce dernier n'ayant pas disputé l'épreuve précédente. Pesant environ 550 kg, les P25 sont équipées d'un moteur 4 cylindres d'une puissance de l'ordre de 270 chevaux. Elles se sont mêlées aux meilleures à plusieurs reprises cette saison, avec en point d’orgue la victoire de Bonnier au Grand Prix des Pays-Bas.
- Lotus 16 "Usine"

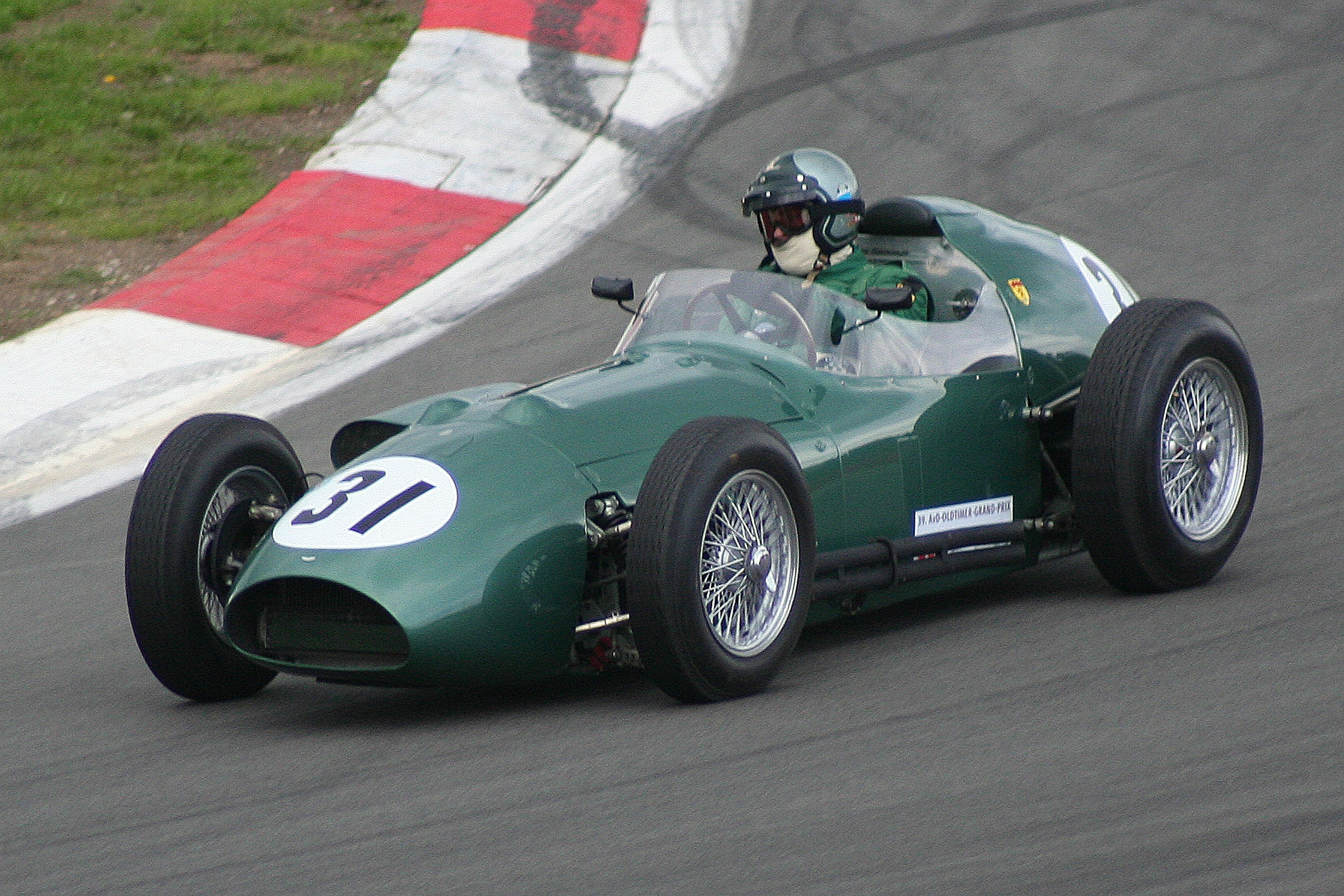
La très classique Aston Martin DBR4/250 (ici lors d'une course historique).

Plus petites monoplaces du plateau, les Type 16 sont, comme les Cooper, équipées du moteur Climax FPF, cependant monté à l'avant. Disposant d'un excellent rapport poids/puissance (450 kg pour 239 chevaux), elles pêchent cependant par leur tenue de route et se révèlent en outre peu fiables. Deux voitures ont été engagées pour Graham Hill et Innes Ireland.
- Aston Martin DBR4 "Usine"

La marque britannique effectue ici sa troisième apparition en championnat, après des débuts décevants à Zandvoort et des résultats plus encourageants à Aintree. Pesant 575 kg, les DBR4/250 sont de conception classique, animées par un moteur six cylindres de 280 chevaux. Les deux monoplaces engagées sont aux mains de Roy Salvadori et Carroll Shelby.
- Maserati 250F

En plus de la Cooper de Cabral, la Scuderia Centro Sud avait engagé une ancienne Maserati 250F (moteur six cylindres en ligne, 270 chevaux) pour le pilote brésilien Fritz d'Orey, qui a finalement déclaré forfait.

## Coureurs inscrits
| no | Pilote                 | Écurie                   | Constructeur | Modèle            | Moteur             | Pneumatiques |
| -- | ---------------------- | ------------------------ | ------------ | ----------------- | ------------------ | ------------ |
| 1  | Jack Brabham           | Cooper Car Company       | Cooper       | Cooper T51        | Coventry Climax L4 | D            |
| 2  | Masten Gregory         | Cooper Car Company       | Cooper       | Cooper T51        | Coventry Climax L4 | D            |
| 3  | Bruce McLaren          | Cooper Car Company       | Cooper       | Cooper T51        | Coventry Climax L4 | D            |
| 4  | Stirling Moss          | Rob Walker Racing Team   | Cooper       | Cooper T51        | Coventry Climax L4 | D            |
| 5  | Maurice Trintignant    | Rob Walker Racing Team   | Cooper       | Cooper T51        | Coventry Climax L4 | D            |
| 6  | Harry Schell           | Owen Racing Organisation | BRM          | BRM P25           | BRM L4             | D            |
| 7  | Joakim Bonnier         | Owen Racing Organisation | BRM          | BRM P25           | BRM L4             | D            |
| 8  | Ron Flockhart          | Owen Racing Organisation | BRM          | BRM P25           | BRM L4             | D            |
| 9  | Carroll Shelby         | David Brown Corporation  | Aston Martin | Aston Martin DBR4 | Aston Martin L6    | A            |
| 10 | Roy Salvadori          | David Brown Corporation  | Aston Martin | Aston Martin DBR4 | Aston Martin L6    | A            |
| 11 | Graham Hill            | Team Lotus               | Lotus        | Lotus 16          | Coventry Climax L4 | D            |
| 12 | Innes Ireland          | Team Lotus               | Lotus        | Lotus 16          | Coventry Climax L4 | D            |
| 14 | Tony Brooks            | Scuderia Ferrari         | Ferrari      | Ferrari Dino 246  | Ferrari V6         | D            |
| 15 | Phil Hill              | Scuderia Ferrari         | Ferrari      | Ferrari Dino 246  | Ferrari V6         | D            |
| 16 | Dan Gurney             | Scuderia Ferrari         | Ferrari      | Ferrari Dino 246  | Ferrari V6         | D            |
| 17 | Ian Burgess            | Scuderia Centro Sud      | Cooper       | Cooper T51        | Maserati L4        | D            |
| 18 | Mário de Araújo Cabral | Scuderia Centro Sud      | Cooper       | Cooper T51        | Maserati L4        | D            |
| 19 | Fritz d'Orey           | Scuderia Centro Sud      | Maserati     | Maserati 250F     | Maserati L6        | D            |

## Qualifications
Les essais qualificatifs se déroulent les vendredi et samedi précédant la course. Peu de pilotes connaissant le circuit, le vendredi après-midi est surtout mis à profit pour étudier les trajectoires et définir les réglages, sauf pour l'équipe Lotus dont le camion est tombé en panne en Espagne. Ayant pratiqué cette piste en catégorie sport, Stirling Moss est l'un des rares à être opérationnels, et se montre d'emblée très à l'aise au volant de sa Cooper, établissant le meilleur temps de cette première journée qui s'est déroulée sous le soleil. Il fait également très beau le samedi. Comme la veille, les essais se déroulent dans l'après-midi et Moss confirme sa supériorité sur ce tracé, établissant un tour à plus de 159 km/h de moyenne en fin de séance. Son rival le plus proche est Jack Brabham, qui a constamment amélioré ses performances sur cette piste qu'il découvrait mais échoue tout de même à plus de deux secondes du temps de référence. Il devance de plus d'une seconde son coéquipier Masten Gregory, troisième, qui complète la première ligne, monopolisée par les agiles Cooper. La première voiture à moteur avant est la BRM de Joakim Bonnier, cinquième derrière la Cooper de Maurice Trintignant. Les Ferrari sont nettement dominées sur ce tracé accidenté, Dan Gurney ayant dû sortir le grand jeu pour s'octroyer une place à la corde de la troisième ligne, tandis que les Aston Martin sont totalement hors du coup. Le transporteur des Lotus est arrivé juste à temps afin de permettre à ses pilotes d'effectuer les douze tours nécessaires à la qualification, mais aucune mise au point n'a pu être effectuée aussi Graham Hill et Innes Ireland partiront-ils en fond de grille.

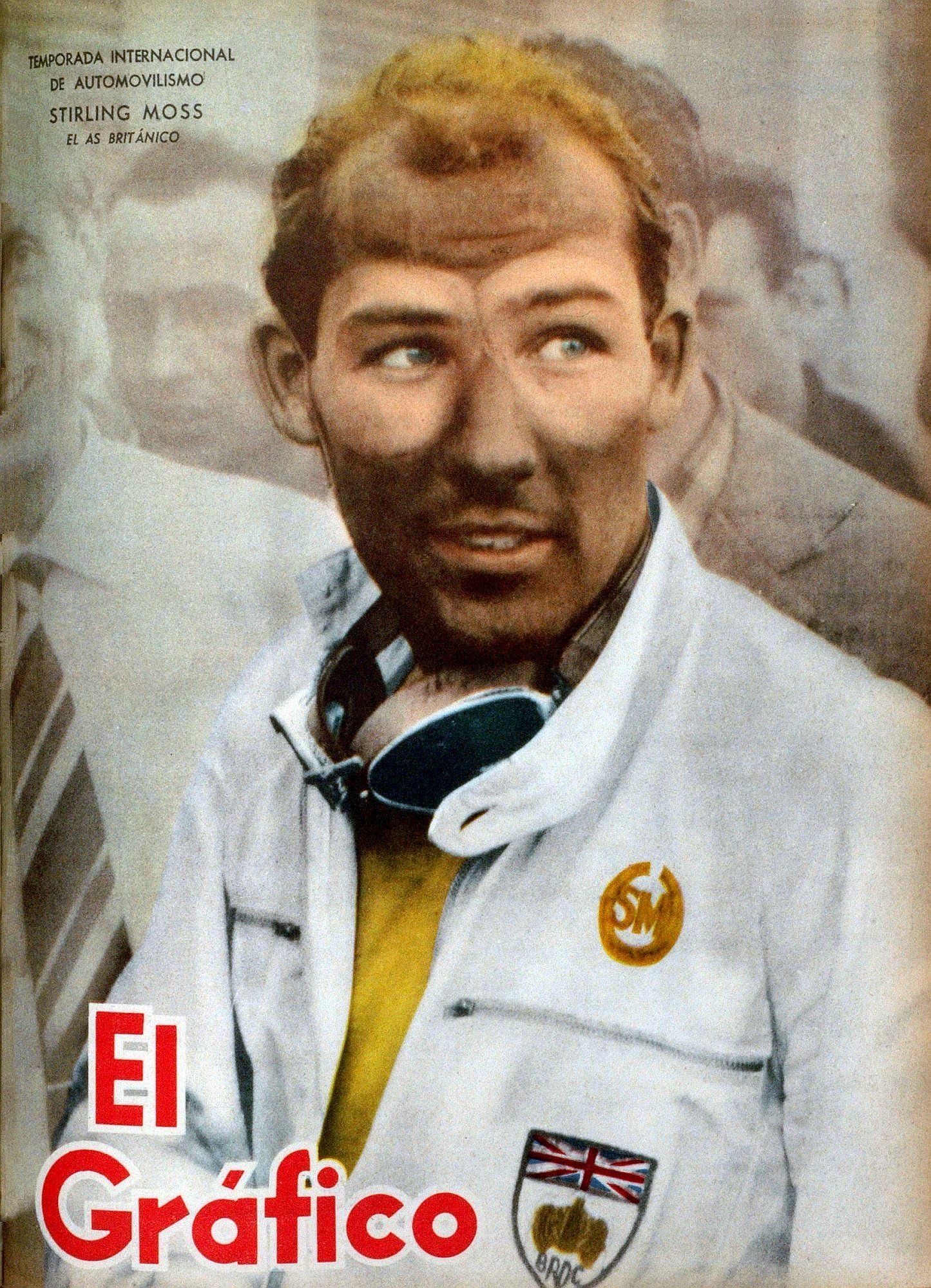
Stirling Moss, de loin le plus rapide aux essais.

| Pos. | Pilote                 | Écurie          | Temps         | Écart     |
| ---- | ---------------------- | --------------- | ------------- | --------- |
| 1    | Stirling Moss          | Cooper-Climax   | 2 min 02 s 89 |           |
| 2    | Jack Brabham           | Cooper-Climax   | 2 min 04 s 95 | + 2 s 06  |
| 3    | Masten Gregory         | Cooper-Climax   | 2 min 06 s 33 | + 3 s 44  |
| 4    | Maurice Trintignant    | Cooper-Climax   | 2 min 07 s 38 | + 4 s 49  |
| 5    | Joakim Bonnier         | BRM             | 2 min 07 s 86 | + 4 s 97  |
| 6    | Dan Gurney             | Ferrari         | 2 min 07 s 99 | + 5 s 10  |
| 7    | Phil Hill              | Ferrari         | 2 min 08 s 02 | + 5 s 13  |
| 8    | Bruce McLaren          | Cooper-Climax   | 2 min 08 s 17 | + 5 s 28  |
| 9    | Harry Schell           | BRM             | 2 min 09 s 08 | + 6 s 19  |
| 10   | Tony Brooks            | Ferrari         | 2 min 10 s 96 | + 8 s 07  |
| 11   | Ron Flockhart          | BRM             | 2 min 10 s 98 | + 8 s 09  |
| 12   | Roy Salvadori          | Aston Martin    | 2 min 13 s 28 | + 10 s 39 |
| 13   | Carroll Shelby         | Aston Martin    | 2 min 13 s 58 | + 10 s 69 |
| 14   | Mário de Araújo Cabral | Cooper-Maserati | 2 min 15 s 25 | + 12 s 36 |
| 15   | Graham Hill            | Lotus-Climax    | 2 min 15 s 55 | + 12 s 66 |
| 16   | Innes Ireland          | Lotus-Climax    | 2 min 18 s 47 | + 15 s 58 |

## Grille de départ du Grand Prix
| 1re ligne | Pos. 1                       |                                  | Pos. 2                               |                              | Pos. 3                            |
|           | Moss Cooper 2 min 02 s 89    |                                  | Brabham Cooper 2 min 04 s 95         |                              | Gregory Cooper 2 min 06 s 33      |
| 2e ligne  |                              | Pos. 4                           |                                      | Pos. 5                       |                                   |
|           |                              | Trintignant Cooper 2 min 07 s 38 |                                      | Bonnier BRM 2 min 07 s 86    |                                   |
| 3e ligne  | Pos. 6                       |                                  | Pos. 7                               |                              | Pos. 8                            |
|           | Gurney Ferrari 2 min 07 s 99 |                                  | P. Hill Ferrari 2 min 08 s 02        |                              | McLaren Cooper 2 min 08 s 17      |
| 4e ligne  |                              | Pos. 9                           |                                      | Pos. 10                      |                                   |
|           |                              | Schell BRM 2 min 09 s 08         |                                      | Brooks Ferrari 2 min 10 s 96 |                                   |
| 5e ligne  | Pos. 11                      |                                  | Pos. 12                              |                              | Pos. 13                           |
|           | Flockhart BRM 2 min 10 s 98  |                                  | Salvadori Aston Martin 2 min 13 s 28 |                              | Shelby Aston Martin 2 min 13 s 58 |
| 6e ligne  |                              | Pos. 14                          |                                      | Pos. 15                      |                                   |
|           |                              | Cabral Cooper 2 min 15 s 25      |                                      | G. Hill Lotus 2 min 15 s 55  |                                   |
| 7e ligne  |                              |                                  | Pos. 16                              |                              |                                   |
|           |                              |                                  | Ireland Lotus 2 min 18 s 47          |                              |                                   |

## Déroulement de la course
Il fait beau et très chaud le dimanche de la course, et les organisateurs ont reporté le départ (initialement prévu en début d'après-midi) à dix-sept heures. Sur leurs Cooper officielles, Jack Brabham et Masten Gregory se sont élancés plus promptement que Stirling Moss, mais en à peine un demi-tour de circuit ce dernier a replacé sa Cooper privée en tête. Il repasse devant les stands avec une légère avance sur Brabham, tandis que Bruce McLaren a pris l'avantage sur son coéquipier Gregory. Viennent ensuite les deux Ferrari de Dan Gurney et Phil Hill, mais ce dernier va effectuer un dérapage dans le second tour et doit prendre l'échappatoire ; il n'a pas calé son moteur et peut repartir aussitôt, mais a chuté en treizième position. Moss tourne très vite et bat le record du tour, à plus de 155 km/h de moyenne. Au troisième passage, son avance sur le groupe des poursuivants emmenés par Brabham s'élève déjà à sept secondes. Phil Hill a entamé sa remontée et à la fin du cinquième tour il a en ligne de mire la Lotus de Graham Hill, alors neuvième. Celui-ci ne s'est pas rendu compte que son réservoir d'huile commence à fuir, arrosant ses pneus arrière. Au moment d'aborder l'épingle du lac, le Britannique part brutalement en tête-à-queue, se retrouvant face à la Ferrari de Phil Hill : la collision est inévitable ; les deux voitures sont hors d'usage mais les deux pilotes sont indemnes.
Moss continue à tourner nettement plus vite que ses adversaires ; en seulement dix tours, il a porté son avance sur Brabham à une vingtaine de secondes. C'est maintenant Gregory qui occupe la troisième place, ayant repassé McLaren, tandis que Gurney, cinquième, tire le maximum de sa Ferrari, dont le manque d'agilité est flagrant sur ce circuit. Au tiers de la course Moss a encore accentué son avantage et s'apprête déjà à dépasser les retardataires, dont Tony Brooks, en difficulté avec sa Ferrari depuis les premiers kilomètres. Brabham (qui a perdu du temps en prenant une échappatoire pour éviter un enfant traversant la piste !) compte alors trente-cinq secondes de retard et Gregory, toujours suivi de près par McLaren, trente-sept. Au cours du vingt-quatrième tour, Brabham s'apprête à dépasser Cabral, très attardé ; le pilote portugais ne s'écarte pas suffisamment et les roues se touchent, l'Australien perdant le contrôle de sa monoplace qui heurte tout d'abord les bottes de paille avant de terminer sa course contre un pylône. Ejecté, Brabham manque de se faire percuter par la Cooper de Gregory, qui l'évite de justesse, et s'en tire avec quelques contusions.
Sauf incident, la course est déjà jouée pour Moss. A mi-épreuve, le champion britannique, qui vient de s'octroyer un nouveau record officiel de la piste à 156,5 km/h de moyenne, compte désormais plus d'une minute d'avance sur Gregory. Il va poursuivre sa démonstration jusque l'arrivée, qu'il franchit avec plus d'un tour d'avance sur Gregory, second devant un très méritant Gurney, qui a hérité de la troisième place après l'abandon de McLaren, victime d'une panne d'embrayage. Trintignant, quatrième sur sa Cooper, est à plus de deux tours, et Harry Schell, cinquième sur la mieux placée des BRM, à plus de trois. Moss obtient sa première grande victoire de la saison et, grâce à l'abandon de Brabham,  conserve une petite chance de remporter le titre mondial.

### Classements intermédiaires
Classements intermédiaires des monoplaces aux premier, troisième, dixième, vingtième, trentième et quarantième tours.

### Classement de la course

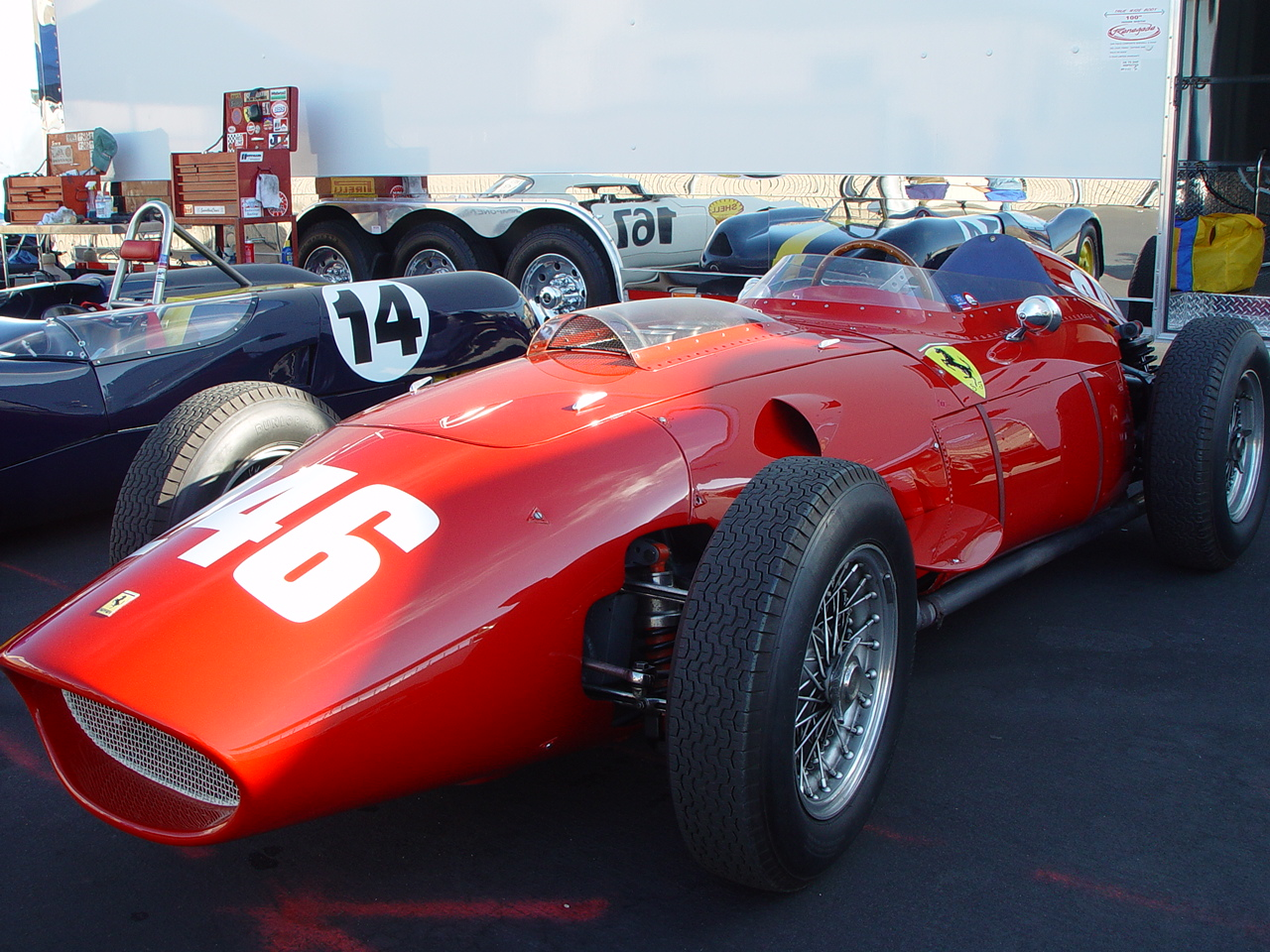
Bien que dominée par ses concurrentes directes sur ce circuit, la Ferrari Dino décroche la troisième place grâce à l’opiniâtreté de Dan Gurney.

| Pos  | No | Pilote                 | Voiture         | Tours | Temps/Abandon                  | Grille | Points |
| ---- | -- | ---------------------- | --------------- | ----- | ------------------------------ | ------ | ------ |
| 1    | 4  | Stirling Moss          | Cooper-Climax   | 62    | 2 h 11 min 55 s 41             | 1      | 9      |
| 2    | 2  | Masten Gregory         | Cooper-Climax   | 61    | 2 h 12 min 01 s 51 (+ 1 tour)  | 3      | 6      |
| 3    | 16 | Dan Gurney             | Ferrari         | 61    | 2 h 12 min 57 s 12 (+ 1 tour)  | 6      | 4      |
| 4    | 5  | Maurice Trintignant    | Cooper-Climax   | 60    | 2 h 13 min 52 s 82 (+ 2 tours) | 4      | 3      |
| 5    | 6  | Harry Schell           | BRM             | 59    | 2 h 12 min 28 s 65 (+ 3 tours) | 9      | 2      |
| 6    | 10 | Roy Salvadori          | Aston Martin    | 59    | 2 h 13 min 28 s 64 (+ 3 tours) | 12     |        |
| 7    | 8  | Ron Flockhart          | BRM             | 59    | 2 h 13 min 49 s 91 (+ 3 tours) | 11     |        |
| 8    | 9  | Carroll Shelby         | Aston Martin    | 58    | 2 h 13 min 20 s 82 (+ 4 tours) | 13     |        |
| 9    | 14 | Tony Brooks            | Ferrari         | 57    | 2 h 13 min 17 s 67 (+ 5 tours) | 10     |        |
| 10   | 18 | Mário de Araújo Cabral | Cooper-Maserati | 56    | 2 h 12 min 15 s 28 (+ 6 tours) | 14     |        |
| Abd. | 3  | Bruce McLaren          | Cooper-Climax   | 38    | Transmission                   | 8      |        |
| Abd. | 1  | Jack Brabham           | Cooper-Climax   | 23    | Transmission                   | 2      |        |
| Abd. | 7  | Jo Bonnier             | BRM             | 10    | Moteur                         | 5      |        |
| Abd. | 15 | Phil Hill              | Ferrari         | 5     | Accident                       | 7      |        |
| Abd. | 11 | Graham Hill            | Lotus-Climax    | 5     | Accident                       | 15     |        |
| Abd. | 12 | Innes Ireland          | Lotus-Climax    | 3     | Boîte de vitesses              | 16     |        |

Légende:
- Abd.= Abandon

### Pole position et record du tour
- Pole position :  Stirling Moss en 2 min 2 s 89 (vitesse moyenne : 159,362 km/h). Temps réalisé lors de la séance d'essais du samedi 22 août[1].
- Meilleur tour en course :  Stirling Moss en 2 min 5 s 07 au vingt-huitième tour (vitesse moyenne : 156,584 km/h).

### Tours en tête
- Stirling Moss : 62 tours (1-62)

## Classement général à l'issue de la course
- Attribution des points : 8, 6, 4, 3, 2 respectivement aux cinq premiers de chaque épreuve et 1 point supplémentaire pour le pilote ayant accompli le meilleur tour en course (signalé par un astérisque). Le point du record du tour est partagé entre Stirling Moss et Bruce McLaren au Grand Prix de Grande-Bretagne.
- Pour la coupe des constructeurs, même barème mais seule la voiture la mieux classée de chaque équipe inscrit des points. Le point du meilleur tour en course n'est pas comptabilisé. Les 500 miles d'Indianapolis ne sont pas pris en compte pour cette coupe, la course n'étant pas ouverte aux monoplaces de formule 1.
- Seuls les cinq meilleurs résultats sont comptabilisés. Pour la coupe des constructeurs, Cooper doit décompter les trois points acquis en Allemagne.
- Le règlement permet aux pilotes de se relayer sur une même voiture, les points éventuellement acquis étant alors perdus pour pilotes et constructeur[1].

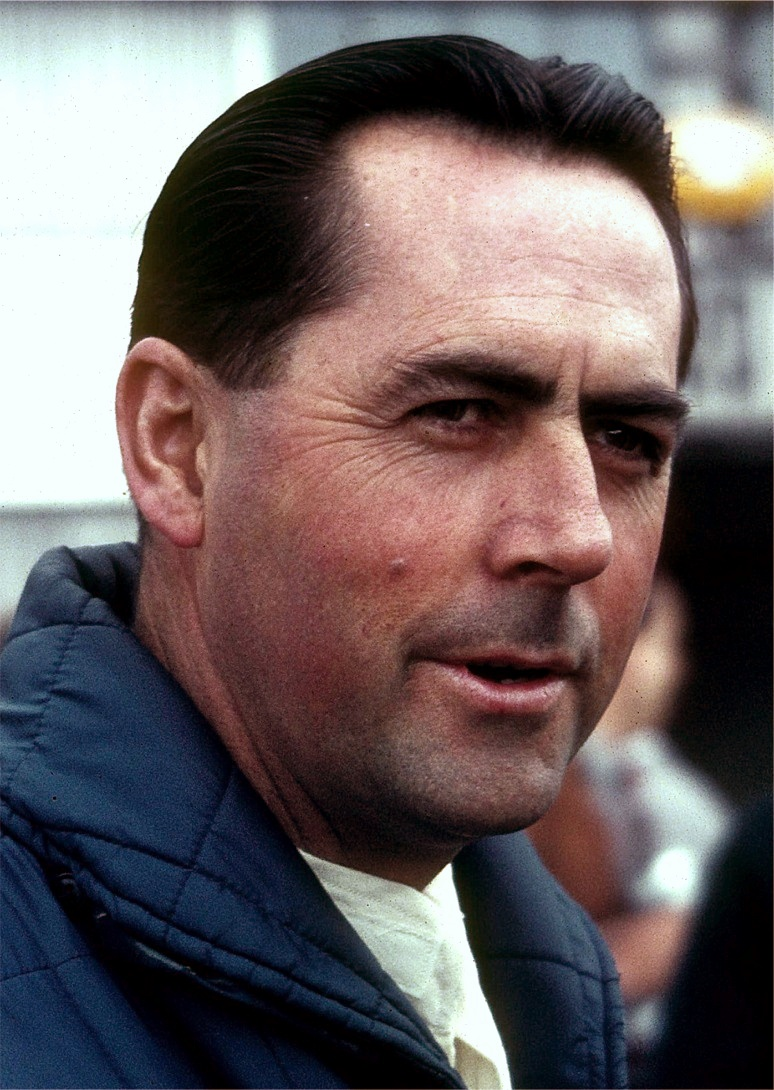
Malchanceux lors des deux dernières manches, Jack Brabham conserve néanmoins la tête du championnat.

| Pos. | Pilote              | Écurie       | Points | MON | 500 | NL | FRA | GBR  | ALL | POR | ITA | USA |
| ---- | ------------------- | ------------ | ------ | --- | --- | -- | --- | ---- | --- | --- | --- | --- |
| 1    | Jack Brabham        | Cooper       | 27     | 9*  | -   | 6  | 4   | 8    | -   | -   |     |     |
| 2    | Tony Brooks         | Ferrari      | 23     | 6   | -   | -  | 8   | -    | 9*  | -   |     |     |
| 3    | Stirling Moss       | Cooper & BRM | 17,5   | -   | -   | 1* | 1*  | 6,5* | -   | 9*  |     |     |
| 4    | Phil Hill           | Ferrari      | 13     | 3   | -   | -  | 6   | -    | 4   | -   |     |     |
| 5    | Maurice Trintignant | Cooper       | 12     | 4   | -   | -  | -   | 2    | 3   | 3   |     |     |
| 6    | Joakim Bonnier      | BRM          | 10     | -   | -   | 8  | -   | -    | 2   | -   |     |     |
|      | Dan Gurney          | Ferrari      | 10     | -   | -   | -  | -   | -    | 6   | 4   |     |     |
|      | Masten Gregory      | Cooper       | 10     | -   | -   | 4  | -   | -    | -   | 6   |     |     |
| 9    | Bruce McLaren       | Cooper       | 8,5    | 2   | -   | -  | 2   | 4,5* | -   | -   |     |     |
| 10   | Rodger Ward         | Watson       | 8      | -   | 8   | -  | -   | -    | -   | -   |     |     |
| 11   | Jim Rathmann        | Watson       | 6      | -   | 6   | -  | -   | -    | -   | -   |     |     |
| 12   | Johnny Thomson      | Lesovsky     | 5      | -   | 5*  | -  | -   | -    | -   | -   |     |     |
|      | Harry Schell        | BRM          | 5      | -   | -   | -  | -   | 3    | -   | 2   |     |     |
| 14   | Tony Bettenhausen   | Epperly      | 3      | -   | 3   | -  | -   | -    | -   | -   |     |     |
|      | Innes Ireland       | Lotus        | 3      | -   | -   | 3  | -   | -    | -   | -   |     |     |
|      | Olivier Gendebien   | Ferrari      | 3      | -   | -   | -  | 3   | -    | -   | -   |     |     |
| 17   | Paul Goldsmith      | Epperly      | 2      | -   | 2   | -  | -   | -    | -   | -   |     |     |
|      | Jean Behra          | Ferrari      | 2      | -   | -   | 2  | -   | -    | -   | -   |     |     |

| Pos. | Écurie        | Points  | MON | 500 | NL | FRA | GBR | ALL | POR | ITA | USA |
| ---- | ------------- | ------- | --- | --- | -- | --- | --- | --- | --- | --- | --- |
| 1    | Cooper-Climax | 34 (37) | 8   | -   | 6  | 4   | 8   | (3) | 8   |     |     |
| 2    | Ferrari       | 28      | 6   | -   | 2  | 8   | -   | 8   | 4   |     |     |
| 3    | BRM           | 18      | -   | -   | 8  | -   | 6   | 2   | 2   |     |     |
| 4    | Lotus-Climax  | 3       | -   | -   | 3  | -   | -   | -   | -   |     |     |

## À noter
- 11e victoire en championnat du monde pour Stirling Moss.
- 5e victoire en championnat du monde pour Cooper en tant que constructeur.
- 5e victoire en championnat du monde pour Climax en tant que motoriste.